# لاري جاي كولب
لاري جاي كولب (بالإنجليزية: Larry J. Kolb)‏ هو كاتب وجاسوس أمريكي، ولد في 1953 في نورفولك في الولايات المتحدة.

## وصلات خارجية
- لاري جاي كولب على موقع IMDb (الإنجليزية)